# Falkenberg/Elster
Falkenberg/Elster é um município da Alemanha, situado no distrito de Elbe-Elster, no estado de Brandemburgo. Tem 81,80 km² de área, e sua população em 2019 foi estimada em 6.315 habitantes.